# Hatert
Hatert est un quartier de Nimègue, construit autour d'un ancien village dont il a gardé le nom. C’est le quartier qui a le plus grand nombre d’habitants de la ville (9 724 habitant au 1er janvier 2005). Il se trouve entre le canal de la Meuse au Waal, la zone industrielle de Winkelsteeg, la Grootstalselaan et la Malderburchtstraat.
En mars 2007, le quartier a joint 39 autres sur la liste des quartiers à problèmes de Ella Vogelaar, ministre des habitations, des quartiers et de l’intégration (Minister voor Wonen, Wijken en Integratie) dans le but de restaurer leur image.

## Construction

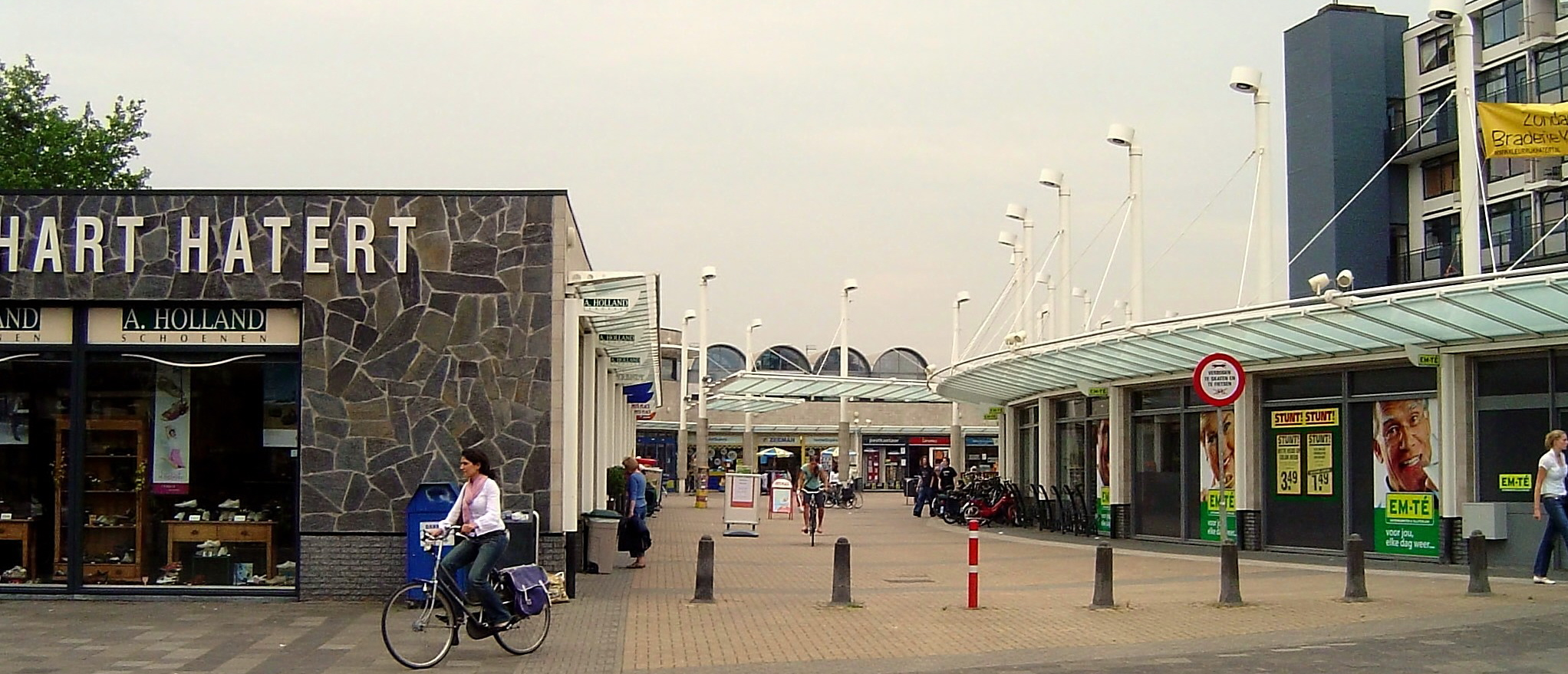
Winkelhart van Hatert, cœur commercial de Hatert

Le quartier a des règles d’urbanisme strictes. Il y a des constructions basses au toit plat et des immeubles rectangulaires à côté d’espaces verts. Les résidences plus récentes à proximité du centre ont aussi des formes plus rondes qui leur ont valu le surnom de Banaan.
La partie nord de Hatert, Edelstenenbuurt, est habitée principalement par des propriétaires par opposition au sud de Hatertseweg où les logements sont surtout en location. En bordure du quartier se trouvent de hauts immeubles de la cité étudiante de Vossenveld.
La plus grande partie d'Hatert a été construite entre 1955 et 1965.
Depuis 1995 on remarque une augmentation du nombre d’enfants mais la population a tendance à vieillir. En outre, il s’est installé un groupe relativement grand de personnes d’origines étrangères.

## Histoire
Une série de fouilles de la fin du XXe siècle laissent penser que l’endroit était occupé à l’époque romaine.
Le nom Hatert tire ses origines de la famille Ten Haltert ou Ten Hautert qui a vécu dans la région. La première évocation du nom remonte à 1519. À Hatert se trouvent trois places fortes, Duckenburg, de Hulzen et Huis Hatert. Ces places fortes ont été utilisées lors des sièges de Nimègue
Jusque dans les années 1960, Hatert était un village indépendant de la ville de Nimègue. On le constate encore par endroits, sur la Hatertseweg (rue de Nimègue, littéralement chemin de Hatert) qui se finissait sur la place du village ou une église néogothique de 1844, construite par l’ordre dominicain, se trouvait. L’église a fait place en 1967 au talus du pont sur le canal de la Meuse au Waal, la place est maintenant le carrefour d’accès au pont.
Dans les années 1960, 3500 logements nouveaux ont été construits dans Hatert qui est devenu un quartier de Nimègue. Le quartier a utilisé un plan d’urbanisme rectangulaire, dominé par les maisons individuelle basses et au toit plat et quelques immeubles sur l’extérieur du quartier. Entre 1963 et 1965 a été construite une nouvelle église, Antonius AbtKerk, détruite en 2002 pour faire place en 2004 a une nouvelle, plus petite église.
La construction la plus intéressante de Hatert est la Huis Hatert, à l’origine un château du XIVe siècle. C’est un monument protégé.

## Source
- (nl) Cet article est partiellement ou en totalité issu de l’article de Wikipédia en néerlandais intitulé « Hatert » (voir la liste des auteurs).